# Полузатворена предна закръглена гласна
Полузатворената предна закръглена гласна е гласен звук, срещан в някои говорими езици и представян в международната фонетична азбука със символа ø. Той има сходство с българския звук, обозначаван с „о“ в неударено положение, но с учленение, силно изнесено напред.
Полузатворената предна закръглена гласна се използва в езици като немски (schön, [ʃøːn]) и френски (peu, [pø]).